# Onthophagus amplexus
Onthophagus amplexus là một loài bọ cánh cứng trong họ Bọ hung (Scarabaeidae).